# 히나구정
히나구정(日奈久町)은 일본 구마모토현 아시키타군에 설치되었던 정이다. 현재의 야쓰시로시의 일부에 해당한다.